# 日本国際経済法学会
日本国際経済法学会（にほんこくさいけいざいほうがっかい、英語: The Japan Association of International Economic Law (JAIEL)は、日本の学術研究団体の一つ。冒頭の日本を外して「国際経済法学会」と表記されることも多い。
日本国際経済学会および日本経済法学会とは、名称は似るが、異なる学術団体である。

## 概要
1991年11月2日設立。学術研究団体としての種別は単独学会である。「日本における国際経済法の研究の促進と研究者相互の協力の推進を目的とし、あわせて内外の学会との連絡および協力をはかる」ことを目的として設立された。
学会誌として毎年秋に『日本国際経済法学会年報』（法律文化社）を刊行している（ISSN：13421301）。
国際会議として「日韓共同事業国際会議」を韓国国際貿易法学会（KITLA：Korea International Trade Law Association) を定期的に行っている。

## 沿革
- 1991 - 日本国際経済法学会設立

## 刊行物

### 日本国際経済法学会年報
- 誌名（和文）：日本国際経済法学会年報
- 誌名（欧文）：Yearbook of the Japan Association of International Economic Law
- 創刊年：1992
- 資料種別：ジャーナル（査読付き論文を含む）
- 使用言語：日英混在
- 発行形態：印刷体
- 著作権帰属先：著者
- クリエイティブコモンズ：定めていない
- 購読：―